# Instituto Geográfico Nacional (Costa Rica)
El Instituto Geográfico Nacional es la agencia cartográfica nacional de Costa Rica. Es la autoridad oficial y dependencia científico-técnica rectora de la cartografía costarricense, destinada a la ejecución del mapa básico oficial y a los estudios cartográficos, geodésicos y geofísicos para apoyar los procesos de planificación. Su sede está en Curridabat, dentro de la sede del Registro Nacional.
Los orígenes del instituto se remontan hasta 1889, cuando se crea el Instituto Físico Geográfico mediante el decreto n.º XLII. Debido a razones económicas, el instituto deja de funcionar en virtud del decreto ejecutivo n.º 6 de 1936. El instituto actual fue creado en 1944 por la ley n.º 59. En 2012, el instituto se trasladó a la sede del Registro Nacional.